# Kościół św. Mikołaja w Jeleninie
Kościół pw. Świętego Mikołaja – rzymskokatolicki kościół parafialny należący do parafii pod tym samym wezwaniem (dekanat Żagań diecezji zielonogórsko-gorzowskiej).

## Historia
Jest to świątynia wybudowana w 4. ćwierci XIII wieku, następnie w XV wieku została powiększona o wieżę i zakrystię oraz przesklepiona w części prezbiterialnej. W XVI wieku wnętrze nawy zostało przekształcone razem z przebudową okien. W XVIII wieku została dobudowana kruchta i zostały powiększone okna. W 1900 i w latach 1975–1976 budowla była remontowana i restaurowana.

## Architektura
Świątynia jest orientowana, murowana, wzniesiona z kamienia, jednonawowa, posiadająca prostokątne w rzucie prezbiterium, zakrystię od strony północnej, kruchtę od strony południowej i wieżę od strony zachodniej, nakrywają ją dachy dwuspadowe. Prezbiterium jest nakryte dwuprzęsłowym sklepieniem krzyżowo-żebrowym, nawa - sieciowym podpartym dwoma ośmiokątnymi flarami, zakrystia i kruchta - kolebkowym. 

## Wyposażenie
Zabytkowymi elementami wyposażenia są m.in.: tryptyk rzeźbiony, pochodzący z końca XV wieku, kamienne sakramentarium, wykonane w 1497 roku, trzy ołtarze, ambona i chrzcielnica powstałe w okresie baroku. W murach ścian są umieszczone liczne płyty nagrobne, w stylu renesansowym i barokowym.